# Strzelectwo na Letnich Igrzyskach Olimpijskich 1972 – karabin dowolny, trzy postawy, 300 m
Karabin dowolny, trzy postawy, 300 m to jedna w ośmiu konkurencji strzeleckich rozgrywanych podczas igrzysk olimpijskich w 1972 w Monachium. Wystartowało 33 zawodników (samych mężczyzn) z 20 krajów. Konkurencję tę rozegrano po raz ostatni na igrzyskach olimpijskich.
Rozegrano tylko rundę finałową 2 września.

## Rekordy
|                   | Zawodnik      | Narodowość        | Wynik | Data                 | Miejsce |
| ----------------- | ------------- | ----------------- | ----- | -------------------- | ------- |
| Rekord świata     | Gary Anderson | Stany Zjednoczone | 1157  | 23 października 1968 | Meksyk  |
| Rekord olimpijski | Gary Anderson | Stany Zjednoczone | 1157  | 23 października 1968 | Meksyk  |

## Wyniki
Każdy ze strzelców oddawał 120 strzałów, po 40 w pozycji leżącej, 40 w pozycji klęczącej i 40 w pozycji stojąc. Lones Wigger i Boris Mielnik uzyskali taki sam wynik –1155 punktów, lecz o złotym medalu Wiggera zdecydował lepszy wynik w ostatniej serii w pozycji klęczącej (97 do 96).
| Miejsce | Zawodnik              | Kraj              | Pozycja | Pozycja | Pozycja | Łącznie |
| Miejsce | Zawodnik              | Kraj              | Leżąc   | Klęcząc | Stojąc  | Łącznie |
| ------- | --------------------- | ----------------- | ------- | ------- | ------- | ------- |
| złoto   | Lones Wigger          | Stany Zjednoczone | 394     | 382     | 379     | 1155    |
| srebro  | Boris Mielnik         | ZSRR              | 394     | 387     | 374     | 1155    |
| brąz    | Lajos Papp            | Węgry             | 394     | 391     | 364     | 1149    |
| 4.      | Uto Wunderlich        | NRD               | 393     | 388     | 368     | 1149    |
| 5.      | Karel Bulan           | Czechosłowacja    | 394     | 382     | 370     | 1146    |
| 6.      | Jaakko Minkkinen      | Finlandia         | 396     | 386     | 364     | 1146    |
| 7.      | Lanny Bassham         | Stany Zjednoczone | 389     | 387     | 368     | 1144    |
| 8.      | Walentin Korniew      | ZSRR              | 391     | 387     | 365     | 1143    |
| 9.      | Werner Lippoldt       | NRD               | 387     | 389     | 365     | 1141    |
| 10.     | Martin Truttmann      | Szwajcaria        | 390     | 385     | 366     | 1141    |
| 11.     | Béla Nagy             | Węgry             | 394     | 388     | 358     | 1140    |
| 12.     | Malcolm Cooper        | Wielka Brytania   | 391     | 387     | 361     | 1139    |
| 13.     | Miguel Valdés         | Kuba              | 394     | 376     | 369     | 1139    |
| 14.     | Rudolf Pojer          | Czechosłowacja    | 397     | 385     | 356     | 1138    |
| 15.     | Li Yun-hae            | Korea Północna    | 391     | 373     | 373     | 1137    |
| 16.     | Andrzej Sieledcow     | Polska            | 386     | 380     | 369     | 1135    |
| 17.     | Ri Ho-jun             | Korea Północna    | 392     | 380     | 362     | 1133    |
| 18.     | Helge Anshushaug      | Norwegia          | 387     | 388     | 357     | 1132    |
| 19.     | Eugeniusz Pędzisz     | Polska            | 392     | 376     | 363     | 1131    |
| 20.     | Dirk Fudickar         | RFN               | 388     | 381     | 362     | 1131    |
| 21.     | Petre Șandor          | Rumunia           | 385     | 383     | 359     | 1127    |
| 22.     | Andreas Beyeler       | Szwajcaria        | 385     | 382     | 359     | 1126    |
| 23.     | Sven Johansson        | Szwecja           | 389     | 378     | 359     | 1126    |
| 24.     | Vagn Andersen         | Dania             | 393     | 371     | 361     | 1125    |
| 25.     | Osmo Ala-Honkola      | Finlandia         | 391     | 373     | 357     | 1121    |
| 26.     | Per Weichel           | Dania             | 373     | 375     | 366     | 1114    |
| 27.     | Bjørn Bakken          | Norwegia          | 379     | 372     | 361     | 1112    |
| 28.     | Eugen Satală          | Rumunia           | 382     | 369     | 351     | 1102    |
| 29.     | Olegario Vázquez      | Meksyk            | 382     | 376     | 342     | 1100    |
| 30.     | Wu Tao-yan            | Tajwan            | 385     | 365     | 335     | 1085    |
| 31.     | Jesús Elizondo        | Meksyk            | 395     | 364     | 319     | 1078    |
| 32.     | Yondonjamtsyn Batsükh | Mongolia          | 374     | 361     | 332     | 1067    |
| 33.     | Reinaldo Ramírez      | Paragwaj          | 370     | 338     | 322     | 1030    |